# Otto Marx (Landrat)
Otto Marx (* 8. Juni 1898 in Schönecken; † nach 1945) war ein deutscher Landrat.

## Leben
Marx wurde am 18. September 1945 von der französischen Militärregierung als Landrat des Kreises Daun eingesetzt. Seine Bestrebungen, das Leben der Bevölkerung nach Ende des Zweiten Weltkriegs wieder in einigermaßen erträgliche Verhältnisse zu bringen, brachten ihm den Ärger von Kommandeuren der Besatzung ein, die ihn am 29. November 1945 kurzerhand wieder abberiefen und Marx daraufhin am 6. Dezember 1945 seinen Dienst aufgab.